# ここではない★どこか
『ここではない★どこか』 (Anywhere But Here) は、萩尾望都による日本の漫画のシリーズ。
『月刊フラワーズ』（小学館）にて2006年から掲載されている。基本的に一話完結の短編の連作だが、他の短編と関連性の強い作品も含まれる。

## 作品一覧
- 山へ行く（『月刊フラワーズ』2006年4月号）
- 宇宙船運転免許証（『月刊フラワーズ』2006年5月号）
- あなたは誰ですか（『月刊フラワーズ』2006年6月号）
- ゆれる世界（『月刊フラワーズ』2006年7月号）
- メッセージ（『月刊フラワーズ』2006年8月号）
- ビブラート（『月刊フラワーズ』2006年11月号）
- 駅まで∞（『月刊フラワーズ』2006年12月号）
- くろいひつじ（『月刊フラワーズ』2007年1月号）
- メッセージII 貴婦人（『月刊フラワーズ』2007年3月号）
- 柳の木（『月刊フラワーズ』2007年5月号）
- 青いドア（『月刊フラワーズ』2007年8月号）
- オイディプス メッセージIII（『月刊フラワーズ』2007年9月号）
- 世界の終わりにたった1人で（『月刊フラワーズ』2007年10月号・11月号）
- 海の青（『月刊フラワーズ』2009年7月号）
- スフィンクス メッセージIV（『月刊フラワーズ』2009年10月号）
- 水玉（『月刊フラワーズ』2010年2月号）
- シャンプー（『月刊フラワーズ』2010年6月号）
- 百合もバラも（『月刊フラワーズ』2010年10月号）
- 花嫁 メッセージV（『月刊フラワーズ』2010年11月号）
- 海と真珠（『月刊フラワーズ』2010年12月号）
- 春の小川（『月刊フラワーズ』2011年3月号）
- 夜の河を渡る（『月刊フラワーズ』2011年5月号）
- なのはな（『月刊フラワーズ』2011年8月号）
- プルート夫人（『月刊フラワーズ』2011年10月号）
- 雨の夜　－ウラノス伯爵－（『月刊フラワーズ』2012年2月号）
- サロメ20XX（『月刊フラワーズ』2012年3月号）

## 主な登場人物
複数の短編に登場する人物のうち、主要な役回りの人物を紹介する。
生方正臣（うぶかた まさおみ）
初登場は「山へ行く」。いくつかの短編で主役を務めるほか、彼の直接の知人や知人の知人が他の短編で主役を務めるなど、本作の中核に位置する人物。
小説家で大学の臨時講師。妻と高校生の娘、中学生の息子の4人家族。また実家は複雑な人間関係を持つ（「世界の終わりにたった1人で」より）。
五十嵐（いがらし）
初登場は「山へ行く」。主役を務める人物の知友として、多くの短編に登場する脇役。
トマト出版の編集者で、生方を担当する。丸メガネの肥満体が特徴。
預言者の男
初登場は「メッセージ」。メッセージシリーズに共通して登場する。
名前は不詳。縮れた長い黒髪と異形の右手を持つ壮年の男。時代を経ても変わらない容姿を持ち、未来の歴史を知っているかのような発言をする。
浦島舞（うらしま まい）
初登場は「海の青」。
小説家志望の女子大生で、生方の教え子。生真面目でコンプレックスが強く、自身を「人間に化けた人魚姫」と思い込んでいる。
天草夜羽根（あまくさ ヨハネ）
初登場は「海の青」。
舞が思いを寄せる「王子様」。舞と同じ大学の学生で、たれ目が特徴の美青年。

## 書誌情報
萩尾望都 『ここではない★どこか』 〈小学館・flowersコミックス〉
1. 『山へ行く』 2007年6月26日発売、ISBN 978-4-09-167027-4
2. 『スフィンクス』 2009年12月10日発売、ISBN 978-4-09-167039-7
3. 『春の小川』 2011年3月10日発売、ISBN 978-4-09-167045-8

萩尾望都 『ここではない★どこか』 〈小学館・小学館文庫〉
1. 『山へ行く』 2016年3月20日発行、ISBN 978-4-09-191608-2
2. 『メッセージ』2016年4月20日発行、ISBN 978-4-09-191609-9

「なのはな」以降の作品は『萩尾望都作品集 なのはな』に収録されている。